# Hookers for Jesus
Hookers for Jesus es una organización evangélica que trabaja por los derechos humanos de las personas que trabajan en la industria del sexo y lucha contra el tráfico sexual. Su sede se encuentra en Las Vegas, Estados Unidos y su presidente es Gary Haugen.

## Historia

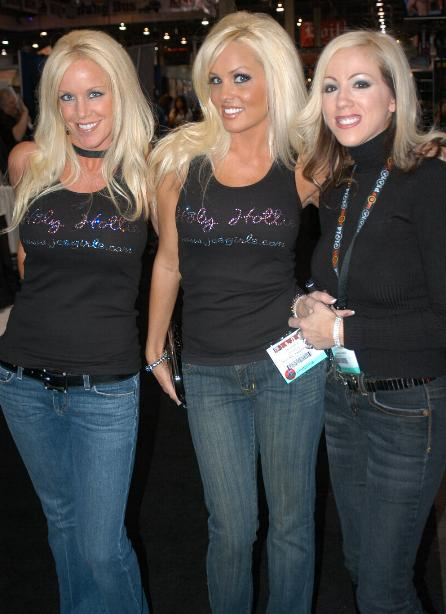
Lori Albee, Heather Veitch y Annie Lobert en Adult Entertainment Expo en Las Vegas, 2007

La organización fue fundada en 2005 por Annie Lobert, una ex trabajadora sexual convertida en cristiana en Las Vegas.  En 2007, creó un programa de casa de seguridad ("Destiny House") en The Church at South Las Vegas, para víctimas del tráfico sexual y trabajadoras sexuales. En 2008, colaboró con Heather Veitch de JC's Girls en la AVN Adult Entertainment Expo en Las Vegas.

## Controversias
En 2020, la organización fue criticada por recibir una subvención del Departamento de Justicia de los Estados Unidos, debido a un manual de reglas de su casa segura publicado en 2018 que mencionaba que la homosexualidad era inmoral y que la asistencia a los servicios religiosos semanales de la organización era obligatoria. Lobert respondió que el manual ya no contenía declaraciones sobre la homosexualidad y que la asistencia a los servicios religiosos ya no era obligatoria.